# 上野名張バイパス
上野名張バイパス（うえのなばりバイパス）は、三重県伊賀市菖蒲池から名張市蔵持町を通る延長9.4kmの国道368号の完成4車線のバイパスである。2000年（平成12年）に暫定2車線で供用が開始された。
伊賀市（旧上野市）および名阪上野ICと名張市間の交通混雑を解消することや、歩道と車道の分離がされていない区間のある現道（名張街道）の交通量を減少させて沿道集落の生活道路として安全性を向上させることを目的に事業着工された。
名張市西田原から蔵持町原出までの区間延長4.5kmについて昭和54年に一部着手し、次に伊賀市（旧上野市）菖蒲池から安場までの区間を合わせ国道368号上野名張バイパス延長9.4kmに一本化して昭和63年に事業化した。一部区間（延長4.5km）は昭和54年から着手しているが、上野名張バイパス（延長9.4km）としては昭和63年度から事業化しているため、事業開始時期は昭和63年からとしている。

## 沿革
- 1978年（昭和53年） ： 国道368号として都市計画決定
- 1979年（昭和54年） ： 名張市西田原から名張市蔵持町原出（延長4.5km）の一部区間事業化、工事着手
- 1988年（昭和63年） ： 上野名張バイパス（延長9.4km）として事業化
- 2000年（平成12年） ： 暫定2車線で供用開始
- 2016年（平成28年）3月2日 ： （名張街道・山出交差点 - ）菖蒲池交差点 - 菖蒲池2交差点間が4車線化[1]
- 2021年（令和3年）3月24日 : 伊賀市山出地内 (0.6 km) が4車線化[2]。
- 2021年（令和3年）10月22日 : 名張市八幡（八幡工業団地1交差点） - 同市蔵持町里地内（里交差点）間 (0.9 km) が4車線化[3]。
- 2022年（令和4年）7月13日 : 接続する名張街道の伊賀市上之庄（上之庄南交差点） - 同市山出地内（山出団地入口交差点）間 (1.1 km) が4車線化[4]。
- 2023年（令和5年）3月15日 : 名張市蔵持町原出地内（桔梗が丘駅口交差点 - 蔵持町原出交差点間） (0.3 km) が4車線化[5]。
- 2024年（令和6年）5月8日 : 名張市西田原（八幡工業団地2交差点） - 同市八幡（八幡工業団地1交差点）間 (0.5 km) が4車線化[6]。